# 826年
| 千纪： | 1千纪                                                                                           |
| 世纪： | 8世纪 \| 9世纪 \| 10世纪                                                                        |
| 年代： | 790年代 \| 800年代 \| 810年代 \| 820年代 \| 830年代 \| 840年代 \| 850年代                       |
| 年份： | 821年 \| 822年 \| 823年 \| 824年 \| 825年 \| 826年 \| 827年 \| 828年 \| 829年 \| 830年 \| 831年 |
| 纪年： | 丙午年（马年）；唐寶曆二年；南诏保和三年；吐蕃彝泰十二年；日本天長三年；渤海国建兴八年          |

## 逝世
- 白行簡，唐朝文學家，著名文學家白居易之弟。